# Quintus Laronius
Quintus Laronius est un sénateur romain de la fin de la République romaine. Il est consul suffect en 33 av. J.-C.

## Famille
Quintus Laronius un homo novus d'une famille italienne d'origine non latine.

## Biographie
Laronius est un partisan d'Octavien pendant la période du second triumvirat.
En 35 av. J.-C., il combat sous les ordres de Marcus Vipsanius Agrippa lors de la campagne sicilienne contre Sextus Pompée. Après que la flotte d'Octavien soit vaincue, il reçoit l'ordre d'Agrippa de prendre trois légions et de secourir Lucius Cornificius en situation dangereuse après son débarquement à Taormine. Laronius rejoint Cornificius sur les pentes du mont Etna, lui qui a réussi à sortir de son camp, et escorte son armée en sécurité. C'est probablement au cours de cette campagne que Laronius prend le titre d'imperator, mais il ne célèbre pas de triomphe.
Le 1er octobre 33 av. J.-C., Laronius est nommé consul suffect avec Lucius Vinicius, remplaçant Caius Fonteius Capito et Marcus Acilius Glabrio.
Il est peut-être aussi le Quintus Laronius qui est nommé par le Sénat local de Vibo Valentia comme l'un des quattuorviri de la cité[réf. souhaitée].